# Gundel-Takács Bence
Gundel-Takács Bence (Budapest, 1998. április 6. –) magyar labdarúgó, a Zalaegerszegi TE játékosa.

## Pályafutása

### Klubcsapatokban
Gundel-Takács Bence a Tabán FC-ben kezdte pályafutását, és ifjúsági korú labdarúgóként megfordult még az MTK Budapest, valamint a Puskás Akadémia csapatában is. 2017 szeptemberében igazolt az Újpesthez. A fővárosi lila-fehér csapatban 2018. március 13-án mutatkozott be az MTK elleni Magyar Kupa negyeddöntő első mérkőzésén, amit csapata 2–1-re megnyert. Május 12-én a Puskás Akadémia ellen 1–0-ra elveszített bajnokin a magyar élvonalban is bemutatkozhatott.
2019 nyarán a MOL Fehérvár igazolta le. 2020 nyarán a következő szezonra a másodosztályú Győrhöz került kölcsönbe. 2022 telén fél évre kölcsön adták az NK Jarun Zagrebnek.
2022 nyarán az NB2-es Budafoki MTE igazolta le. 2024 májusában kettő plusz egy évre szóló szerződést írt alá az élvonalbeli Zalaegerszeghez.

## Család
Édesapja Gundel Takács Gábor Táncsics Mihály-díjas magyar újságíró, műsorvezető, sportriporter.